# Inmigración palestina en Argentina
La inmigración palestina en Argentina se refiere al movimiento migratorio desde Palestina hacia la República Argentina. El sitio The Joshua Project estima unos 1.100 habitantes entre palestinos y sus descendientes en el territorio argentino.

## Historia y características

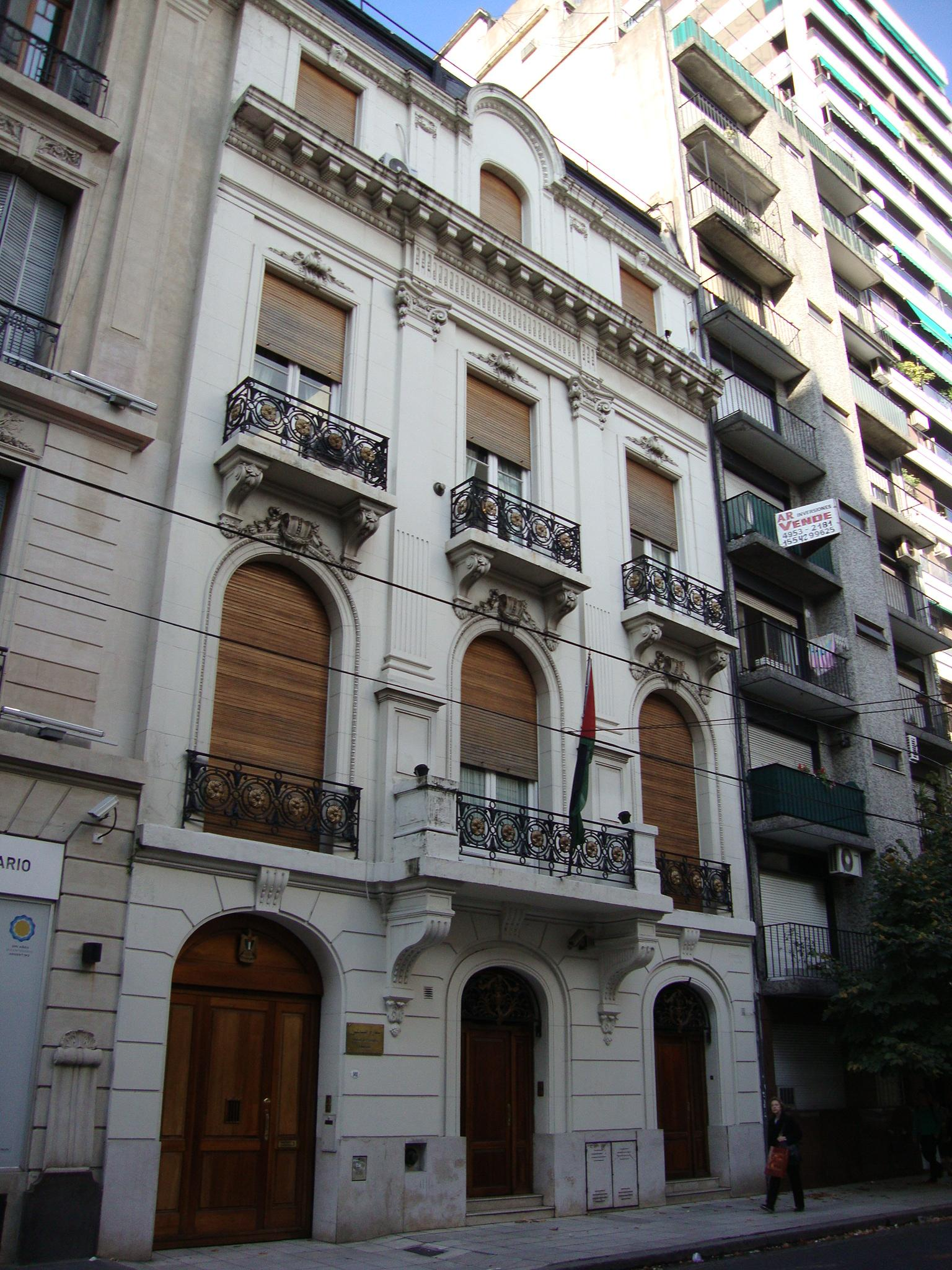
Embajada palestina en Buenos Aires.

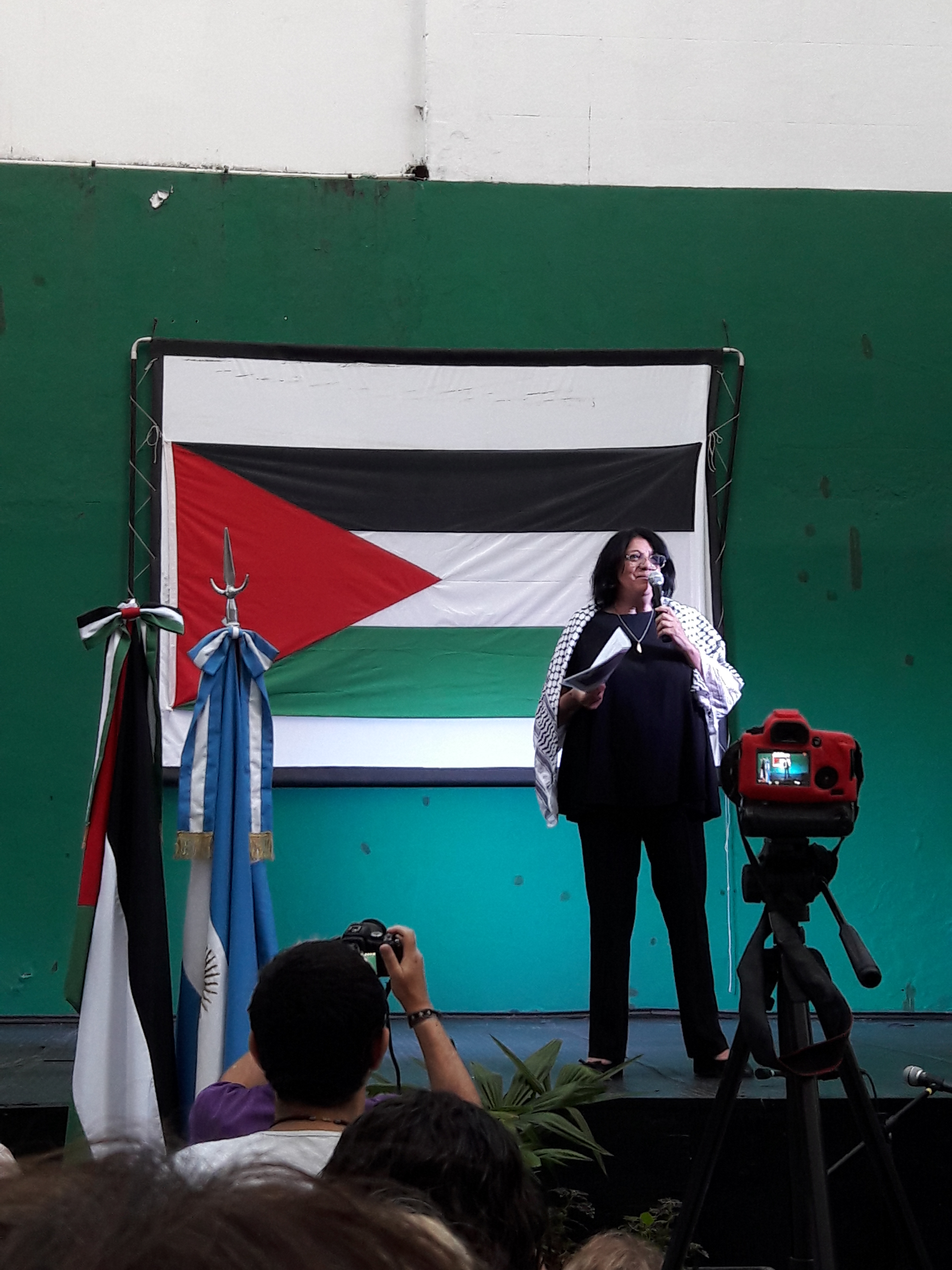
Tilda Rabi, presidenta de la Federación de Entidades Argentino-Palestinas.

Argentina posee una pequeña comunidad palestina, aunque es la tercera comunidad árabe detrás de los sirios y libaneses. En la primera mitad del siglo XX, la mayoría de los inmigrantes llegó efectivamente a Buenos Aires pero se radicó en Chile, el país con más palestinos fuera de Medio Oriente. Eran cristianos del Imperio otomano que luego de arribar a la Argentina cruzaban la cordillera de los Andes a mula. Había un menor grupo de musulmanes y judíos de habla árabe, en este último caso arribados previo a la creación del Estado de Israel.
Hacia fines de la década de 1930 existió la Sociedad Palestina de Beneficencia de Rosario, en contacto con la Sociedad Árabe Musulmana de Córdoba. El censo argentino de 1960 registró un total de 1086 palestinos. Para 1985, el ministerio de Relaciones Exteriores de Jordania estimaba unos 3.000 inmigrantes palestinos, algunos de ellos llegados con pasaporte jordano.
En 1989 se abrió una Oficina de Información Palestina en Argentina, instalándose la primera delegación en Rosario y luego una segunda en Buenos Aires para pedir por una representación diplomática de la Organización para la Liberación de Palestina. La delegación diplomática comenzó en 1999.

## Refugiados palestinos
En octubre de 2014, el gobierno argentino lanzó el «Programa Siria», que benefició a poco más de 100 personas, para facilitar la llegada de ciudadanos afectados por la guerra civil siria que desearan asentarse en el país, siendo el segundo país de América del Sur en adoptar medidas de esta índole después de Uruguay.
Dicho programa ofrecía a sus beneficiarios una visa de ingreso que permitía una residencia temporaria y la posibilidad de tramitar la residencia permanente. El programa fue creado por la disposición 3915/2015 del Boletín Oficial de la República Argentina y originalmente se extendió hasta el 21 de octubre de 2015. La iniciativa no solamente estaba destinada a personas de nacionalidad siria, sino también a palestinos refugiados en el país.
Previamente, en 2008 el gobierno de Estados Unidos habría ofrecido a la Autoridad Nacional Palestina tierras en Argentina para refugiados palestinos.

## Cultura popular
En 2015 se estrenó el documental Palestinos Go Home, el derecho de volver a nuestra tierra, que cuenta sobre el asentamiento de palestinos en Argentina y Chile.
Anualmente, la embajada celebra el Día de la Tierra Palestina con miembros de la colectividad. El acto incluye música, bailes y poesía en árabe.